# 市川本線料金所
市川本線料金所（いちかわほんせんりょうきんじょ）は、千葉県市川市にある、首都高速道路湾岸線の有明方面（西行き）に設置されている本線料金所である。

## 路線
- 首都高速湾岸線

## 料金所
- ブース数：7
  - ETC専用：4
  - ETC/一般：1
  - 一般：2

東関東自動車道や東京外環自動車道から首都高速道路へ向かう非ETC車に対し、料金を徴収する。
かつて、右側2列は「ダブル料金所」と呼ばれる、2台同時徴収を行うブースとなっていたが、ETC普及により現在は2台同時徴収を行っていない。

## 隣
首都高速湾岸線
(B30,B31)浦安出入口 - (B32)千鳥町出入口/市川PA/市川TB - (1)高谷JCT